# Groenendaal (Apeldoorn)
Pour les articles homonymes, voir Groenendaal.
Groenendaal est une localité des Pays-Bas appartenant à la commune d’Apeldoorn.